# Thomas Lemar
Thomas Lemar (Baie-Mahault, 12 novembre 1995) è un calciatore francese di origini guadalupensi, centrocampista del Girona in prestito dall'Atlético Madrid. Con la nazionale francese si è laureato campione del mondo nel 2018.

## Caratteristiche tecniche
Dotato di notevole velocità e buona resistenza fisica, mancino puro, è un centrocampista con attitudine offensiva, in possesso di un fisico brevilineo, fa della rapidità e della tecnica i suoi punti di forza. Gioca prevalentemente come ala sinistra ma può giocare anche sulla fascia opposta per convergere ed andare al tiro oppure può agire come trequartista, possiede inoltre un buon tiro dalla distanza. È abile sui calci piazzati, in particolare ad andare in gol su calcio di punizione.

## Carriera

### Club

#### Gli inizi
Inizia la sua carriera calcistica nelle giovanili della Solidarité Scolaire, in Guadalupa, dove milita fino al 2010. Nel 2010 viene acquistato dal Caen, con cui inizia la sua carriera da professionista.

#### Monaco
Il 26 giugno 2015 viene acquistato dal Monaco per 4 milioni di euro, firmando un contratto che lo lega alla società monegasca per cinque anni. La prima rete in maglia monegasca arriva contro il Tolosa.

#### Atletico Madrid
Il 12 giugno 2018 viene annunciato il passaggio del giocatore all'Atletico Madrid per 70 milioni di euro, il quale firma un contratto che lo legherà ai madrileni fino al 2023. Il calciatore francese proveniente dal Monaco è stato l'acquisto più costoso nella storia del club fino al 3 luglio 2019. Il 23 settembre 2018 segna la sua prima rete con il club spagnolo nella vittoria per 2-0 contro il Getafe. Il 7 marzo 2021 gioca la sua partita numero 100 con la maglia dei Colchoneros, in occasione del pareggio interno per 1-1 contro il Real Madrid.

#### Girona
Il 30 luglio 2025 viene ufficializzato il suo trasferimento in prestito secco al Girona, con ingaggio pagato al 50% dai catalani.

### Nazionale
Dopo aver fatto la trafila delle nazionali giovanili francesi, nel novembre 2016 viene convocato per la prima volta, dal CT. Deschamps, in Nazionale maggiore, in sostituzione dell'infortunato Kingsley Coman per la sfida contro la Svezia (valida per le qualificazioni al Mondiale 2018) e l'amichevole contro la Costa d'Avorio, rispettivamente dell'11 e 15 novembre. Debutta al 78º minuto dell'amichevole contro la Costa d'Avorio (0-0), subentrando ad Adrien Rabiot. Convocato per il Mondiale 2018, durante il quale scende in campo in una sola occasione contro la Danimarca, si laurea campione del mondo grazie alla vittoria per 4-2 sulla Croazia.

## Statistiche

### Presenze e reti nei club
Statistiche aggiornate al 5 giugno 2023.
| Stagione               | Squadra                | Campionato             | Campionato | Campionato | Coppe nazionali | Coppe nazionali | Coppe nazionali | Coppe continentali | Coppe continentali | Coppe continentali | Altre coppe | Altre coppe | Altre coppe | Totale | Totale |
| Stagione               | Squadra                | Comp                   | Pres       | Reti       | Comp            | Pres            | Reti            | Comp               | Pres               | Reti               | Comp        | Pres        | Reti        | Pres   | Reti   |
| ---------------------- | ---------------------- | ---------------------- | ---------- | ---------- | --------------- | --------------- | --------------- | ------------------ | ------------------ | ------------------ | ----------- | ----------- | ----------- | ------ | ------ |
| 2013-2014              | Caen                   | L2                     | 7          | 0          | CF+CdL          | 1+2             | 0               | -                  | -                  | -                  | -           | -           | -           | 10     | 0      |
| 2014-2015              | Caen                   | L1                     | 25         | 1          | CF+CdL          | 0+1             | 0               | -                  | -                  | -                  | -           | -           | -           | 26     | 1      |
| Totale Caen            | Totale Caen            | Totale Caen            | 32         | 1          |                 | 4               | 0               |                    | -                  | -                  |             | -           | -           | 36     | 1      |
| 2015-2016              | Monaco                 | L1                     | 26         | 5          | CF+CdL          | 2+1             | 0               | UCL+EL             | 1+4                | 0                  | -           | -           | -           | 34     | 5      |
| 2016-2017              | Monaco                 | L1                     | 34         | 9          | CF+CdL          | 2+3             | 2+1             | UCL                | 16                 | 2                  | -           | -           | -           | 55     | 14     |
| 2017-2018              | Monaco                 | L1                     | 30         | 2          | CF+CdL          | 1+3             | 0+1             | UCL                | 3                  | 0                  | SF          | 1           | 0           | 38     | 3      |
| Totale Monaco          | Totale Monaco          | Totale Monaco          | 90         | 16         |                 | 16              | 4               |                    | 24                 | 2                  |             | 1           | 0           | 127    | 22     |
| 2018-2019              | Atlético Madrid        | PD                     | 31         | 3          | CR              | 4               | 1               | UCL                | 7                  | 0                  | SU          | 1           | 0           | 43     | 4      |
| 2019-2020              | Atlético Madrid        | PD                     | 22         | 0          | CR              | 0               | 0               | UCL                | 7                  | 0                  | SS          | 0           | 0           | 29     | 0      |
| 2020-2021              | Atlético Madrid        | PD                     | 27         | 1          | CR              | 1               | 1               | UCL                | 8                  | 0                  | -           | -           | -           | 36     | 2      |
| 2021-2022              | Atlético Madrid        | PD                     | 24         | 4          | CR              | 2               | 0               | UCL                | 8                  | 0                  | SS          | 1           | 0           | 35     | 4      |
| 2022-2023              | Atlético Madrid        | PD                     | 28         | 1          | CR              | 3               | 0               | UCL                | 2                  | 0                  | -           | -           | -           | 33     | 1      |
| Totale Atletico Madrid | Totale Atletico Madrid | Totale Atletico Madrid | 132        | 9          |                 | 10              | 2               |                    | 32                 | 0                  |             | 2           | 0           | 176    | 11     |
| Totale carriera        | Totale carriera        | Totale carriera        | 254        | 26         |                 | 26              | 6               |                    | 56                 | 2                  |             | 3           | 0           | 339    | 34     |

### Cronologia presenze e reti in nazionale
| Cronologia completa delle presenze e delle reti in nazionale ― Francia | Cronologia completa delle presenze e delle reti in nazionale ― Francia | Cronologia completa delle presenze e delle reti in nazionale ― Francia | Cronologia completa delle presenze e delle reti in nazionale ― Francia | Cronologia completa delle presenze e delle reti in nazionale ― Francia | Cronologia completa delle presenze e delle reti in nazionale ― Francia | Cronologia completa delle presenze e delle reti in nazionale ― Francia | Cronologia completa delle presenze e delle reti in nazionale ― Francia |
| Data                                                                   | Città                                                                  | In casa                                                                | Risultato                                                              | Ospiti                                                                 | Competizione                                                           | Reti                                                                   | Note                                                                   |
| ---------------------------------------------------------------------- | ---------------------------------------------------------------------- | ---------------------------------------------------------------------- | ---------------------------------------------------------------------- | ---------------------------------------------------------------------- | ---------------------------------------------------------------------- | ---------------------------------------------------------------------- | ---------------------------------------------------------------------- |
| 15-11-2016                                                             | Lens                                                                   | Francia                                                                | 0 – 0                                                                  | Costa d'Avorio                                                         | Amichevole                                                             | -                                                                      | 78’                                                                    |
| 28-3-2017                                                              | Saint-Denis                                                            | Francia                                                                | 0 – 2                                                                  | Spagna                                                                 | Amichevole                                                             | -                                                                      | 80’                                                                    |
| 2-6-2017                                                               | Rennes                                                                 | Francia                                                                | 5 – 0                                                                  | Paraguay                                                               | Amichevole                                                             | -                                                                      | 46’                                                                    |
| 9-6-2017                                                               | Solna                                                                  | Svezia                                                                 | 2 – 1                                                                  | Francia                                                                | Qual. Mondiali 2018                                                    | -                                                                      | 76’                                                                    |
| 13-6-2017                                                              | Saint-Denis                                                            | Francia                                                                | 3 – 2                                                                  | Inghilterra                                                            | Amichevole                                                             | -                                                                      |                                                                        |
| 31-8-2017                                                              | Saint-Denis                                                            | Francia                                                                | 4 – 0                                                                  | Paesi Bassi                                                            | Qual. Mondiali 2018                                                    | 2                                                                      |                                                                        |
| 3-9-2017                                                               | Saint-Denis                                                            | Francia                                                                | 0 – 0                                                                  | Lussemburgo                                                            | Qual. Mondiali 2018                                                    | -                                                                      |                                                                        |
| 10-10-2017                                                             | Saint-Denis                                                            | Francia                                                                | 2 – 1                                                                  | Bielorussia                                                            | Qual. Mondiali 2018                                                    | -                                                                      | 83’                                                                    |
| 23-3-2018                                                              | Saint Denis                                                            | Francia                                                                | 2 – 3                                                                  | Colombia                                                               | Amichevole                                                             | 1                                                                      |                                                                        |
| 27-3-2018                                                              | San Pietroburgo                                                        | Russia                                                                 | 1 – 3                                                                  | Francia                                                                | Amichevole                                                             | -                                                                      | 87’                                                                    |
| 1-6-2018                                                               | Nizza                                                                  | Francia                                                                | 3 – 1                                                                  | Italia                                                                 | Amichevole                                                             | -                                                                      | 70’                                                                    |
| 9-6-2018                                                               | Lione                                                                  | Francia                                                                | 1 – 1                                                                  | Stati Uniti                                                            | Amichevole                                                             | -                                                                      | 88’                                                                    |
| 26-6-2018                                                              | Mosca                                                                  | Danimarca                                                              | 0 – 0                                                                  | Francia                                                                | Mondiali 2018 - 1º turno                                               | -                                                                      |                                                                        |
| 11-10-2018                                                             | Guingamp                                                               | Francia                                                                | 2 – 2                                                                  | Islanda                                                                | Amichevole                                                             | -                                                                      | 59’                                                                    |
| 22-3-2019                                                              | Chișinău                                                               | Moldavia                                                               | 1 – 4                                                                  | Francia                                                                | Qual. Euro 2020                                                        | -                                                                      | 73’                                                                    |
| 25-3-2019                                                              | Saint-Denis                                                            | Francia                                                                | 4 – 0                                                                  | Islanda                                                                | Qual. Euro 2020                                                        | -                                                                      | 80’                                                                    |
| 4-6-2019                                                               | Nantes                                                                 | Francia                                                                | 2 – 0                                                                  | Bolivia                                                                | Amichevole                                                             | 1                                                                      | 66’                                                                    |
| 11-6-2019                                                              | Andorra la Vella                                                       | Andorra                                                                | 0 – 4                                                                  | Francia                                                                | Qual. Euro 2020                                                        | -                                                                      | 81’                                                                    |
| 7-9-2019                                                               | Saint-Denis                                                            | Francia                                                                | 4 – 1                                                                  | Albania                                                                | Qual. Euro 2020                                                        | -                                                                      | 84’                                                                    |
| 10-9-2019                                                              | Saint-Denis                                                            | Francia                                                                | 3 – 0                                                                  | Andorra                                                                | Qual. Euro 2020                                                        | -                                                                      | 72’                                                                    |
| 14-10-2019                                                             | Saint-Denis                                                            | Francia                                                                | 1 – 1                                                                  | Turchia                                                                | Qual. Euro 2020                                                        | -                                                                      | 77’                                                                    |
| 14-11-2019                                                             | Saint-Denis                                                            | Francia                                                                | 2 – 1                                                                  | Moldavia                                                               | Qual. Euro 2020                                                        | -                                                                      | 88’                                                                    |
| 28-3-2021                                                              | Astana                                                                 | Kazakistan                                                             | 0 – 2                                                                  | Francia                                                                | Qual. Mondiali 2022                                                    | -                                                                      |                                                                        |
| 31-3-2021                                                              | Sarajevo                                                               | Bosnia ed Erzegovina                                                   | 0 – 1                                                                  | Francia                                                                | Qual. Mondiali 2022                                                    | -                                                                      | 66’ 90’                                                                |
| 8-6-2021                                                               | Saint-Denis                                                            | Francia                                                                | 3 – 0                                                                  | Bulgaria                                                               | Amichevole                                                             | -                                                                      | 65’                                                                    |
| 19-6-2021                                                              | Budapest                                                               | Ungheria                                                               | 1 – 1                                                                  | Francia                                                                | Euro 2020 - 1º turno                                                   | -                                                                      | 87’                                                                    |
| 1-9-2021                                                               | Saint-Denis                                                            | Francia                                                                | 1 – 1                                                                  | Bosnia ed Erzegovina                                                   | Qual. Mondiali 2022                                                    | -                                                                      | 46’                                                                    |
| Totale                                                                 |                                                                        | Presenze                                                               | 27                                                                     |                                                                        | Reti                                                                   | 4                                                                      |                                                                        |

## Palmarès

### Club

#### Competizioni nazionali
- Campionato francese: 1

Monaco: 2016-2017
- Campionato spagnolo: 1

Atletico Madrid: 2020-2021

#### Competizioni internazionali
- Supercoppa UEFA: 1

Atlético Madrid: 2018

### Nazionale

#### Competizioni maggiori
- Campionato mondiale: 1

Russia 2018